# Gregers Begtrup
Gregers Otto Bruun Begtrup (født 6. oktober 1769, død 13. maj 1841) var en dansk landøkonom.
Han studerede teologi og tog teologisk embedseksamen, men kastede sig der efter over studiet af landbruget. Efter at have rejst et par år i udlandet ansattes han 1801 som professor i landøkonomi ved Københavns Universitet, den eneste, universitetet har haft i dette fag. Han havde betydelige kundskaber, som han stadig udvidede ved talrige rejser rundt om i landet, men af forskellige grunde var hans forelæsninger kun småt besøgte, og hans betydning må mere søges i hans forfatter- end i hans lærervirksomhed.

## Beskrivelse af Agerdyrkningens Tilstand i Danmark
Der foreligger fra hans hånd flere fortjenstfulde, om teoretisk og praktisk indsigt vidnende skrifter, hans hovedværk er en Beskrivelse af Agerdyrkningens Tilstand i Danmark, der udkom 1803—12. I dette værk samlede han oplysninger ikke blot om landbruget, hvor emnekredsen spændte vidt fra landbrugsstatistik, beskrivelse over hartkornets beregning, omtale af tiende, landets klima, jordbundens beskaffenhed, omtale af godser og herregårde, hoveri, husmandslodder, købstadslandbrug, udskiftning og udflytning, eksempler på driften, agerdyrkningsredskaber, sædskifter, afgrøder, husdyr, sommerstaldfodring over befolkningsstatistik (herunder en erhvervsstatistik, vist Danmarks ældste) til særegne næringsveje i bondestanden, fabrikker på landet, skovene og deres drift, fiskeri og skibsfart.

## Den oeconomiske Correspondent, et Blad til Landboeres Nytte
Dels alene og dels sammen med andre redigerede han (1817—22) tidsskriftet Den oeconomiske Correspondent, et Blad til Landboeres Nytte.